# 탄도항 (안산시)
탄도항은 경기도 안산시 선감동에 있는 어항이다. 지방어항으로 지정되어 관리되고 있다. 시설관리자는 안산시장이다.

## 어항 연혁
- 탄도의 유래를 보면 참나무가 울창하여 숯을 많이 구워냈다고 하여 탄도(炭島)라 불린 마을이다.
- 탄도항은 서해안 천해의 갯벌이 형성되어있고 수산자원이 풍부하여 바다낚시 및 갯벌체험 등으로 해양생태 학습장으로 적합하다.

## 어항 구역
본 항의 어항구역은 다음과 같다.
- 수역
  - 탄도항의 항계선은 탄도 방조제의 탄도 배수갑문 서측 탄도항 호안시점 북측의 210m지점(N37° 11′29.45″ E126° 38′45.30″)으로부터 누애섬 북동측 공유수면 해상 530m지점 (N37° 11′19.77″ E126° 38′27.49″) 및 누애섬 동측의 공유수면 해상 580.0m의 기점을 경유하여 이점(N37° 11′08.57″ E126° 38′32.88″)에서 직각방향 410m를 연결한 공유수면의 지점(N37° 10′58.26″  E126° 38′43.35″)과 연결되어 탄도 방조제 중간점을 연결하는 선내수역(433,080m2)
- 육역 : 44,970m2
  - 물양장 42,453m2 (선감동 717, 717-2, 717-3, 산158, 산159, 산160, 산160-2, 산160-3
  - 선착장 2,517m2 (선감동 726)

## 어항 시설
- 방파제 175m, 물양장 180m, 호안 210m, 선양장 30m, 부잔교 30m

## 기본 계획
- 방파호안 180m, 호안 210m, 방파제 45m, 물양장 160m, 선양장 12m 등[2]

## 정비 계획
- 수산물 직판장(부지 15,137m2, 건축면적 1,234.9m2), 공중화장실(66.14m2)[3]
- 2017년 7월부터 2018년 6월까지 함선(30*15m) 1기, 도교(35*3.5m) 1기, 및 수도 등 부대시설을 설치한다.[4]

## 주요 어종
- 바지락, 꽃게, 낙지, 주꾸미, 망둑어, 노래미 등

## 특징
- 탁 트인 바다와 시원한 바닷바람을 즐길 수 있는 여유와 낭만이 가득한 항구다. 간조 시엔 등대전망대가 있는 누에섬까지 걸어갈 수 있다. 이국적인 항구의 분위기를 만끽할 수 있고 여유로운 시간을 보낼 수 있는 아담한 항이다.[5]